# メルヴィル半島

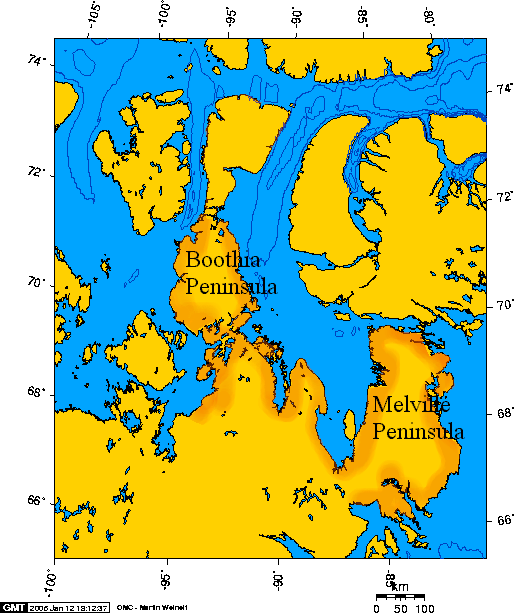
ヌナブト準州のブーシア半島とメルヴィル半島

メルヴィル半島（メルヴィルはんとう、英: Melville Peninsula、仏: Péninsule de Melville）は、カナダの北極圏にある広大な半島。大半はヌナブト準州クィキクタアルク地域に属し、南西端、リパルス湾周辺はキヴァリク地域に含まれる。東にはフォックス湾、西にはブーシア湾が広がる。北にはバフィン島がありフューリーアンドヘクラ海峡で隔てられている。南にはサウサンプトン島があり、間はリパルス湾とフローズン海峡である。南西の本土とをつなぐ狭い地峡は著名な北極探検家のジョン・レイにちなみレイ地峡と名づけられた。